# Fabio Cannella
Fabio Cannella (L'Aquila, 17 luglio 1817 – L'Aquila, 27 settembre 1884) è stato un politico italiano.
Fu il primo sindaco dell'Aquila dopo la proclamazione del regno d'Italia e, in seguito, ricoprì la carica di deputato e senatore del Regno, per un totale di sette legislature.

## Biografia

### Giovinezza e Risorgimento
Nacque all'Aquila nel 1817 da Giuseppe Cannella e Maria De Angelis, una famiglia di possidenti terrieri. Compì gli studi di lettere e filosofia a Roma per poi fare ritorno, ancora giovanissimo, in Abruzzo.
Nel 1848, insieme ai concittadini Pietro Marrelli e Angelo Pellegrini, partecipò ai moti rivoluzionari che caratterizzarono il Regno delle Due Sicilie e che portarono il re Ferdinando II di Borbone alla concessione della Costituzione, il 17 gennaio. In questo periodo, Cannella divenne comandante della guardia nazionale dell'Aquila, per poi riprendere l'attività sovversiva in seguito al ritiro della Costituzione da parte del re, il 15 maggio.
Nel 1850 la repressione borbonica lo condannò all'arresto e Cannella fu tenuto prigioniero nelle segrete del Forte spagnolo, dove venne seviziato e torturato. Gli venne inoltre inflitta la condanna a morte, in seguito sostituita con nove anni di reclusione, alcuni dei quali patteggiati con l'esilio dal regno. Fu costretto quindi a trasferirsi a Firenze, dove si mise in contatto con i principali esponenti del Risorgimento italiano, e nel 1859 poté fare ritorno all'Aquila. L'anno successivo, nonostante il clima di tensione e la palese avversione del comando borbonico che lo teneva sotto sorveglianza, riuscì a farsi eleggere sindaco della città. Il 7 settembre, subito dopo la presa di Napoli da parte delle truppe garibaldine, istituì un governo provvisorio cittadino con Federico Papa e Angelo Pellegrini.

### Attività politica
Con l'annessione al regno d'Italia, la sua nomina a sindaco venne confermata da re Vittorio Emanuele II di Savoia. L'anno seguente fu inoltre eletto presidente della provincia dell'Aquila, carica che mantenne fino alla morte.
Nel 1865 fu eletto deputato per la sinistra storica nel collegio aquilano e, tra il 1867 e il 1870 fu iniziato alla massoneria nella loggia Universo di Firenze per poi essere eletto, nel 1872, al Consiglio dell'Ordine del Grande Oriente d'Italia.
Nonostante gli impegni parlamentari, anche in qualità di presidente provinciale, Cannella continuò a essere molto attivo politicamente in città. A partire dal 1875 fu tra i promotori della realizzazione del monumentale palazzo del Convitto, tra le più grandi e complesse opere d'architetture civile aquilana: al suo interno trovarono posto il Real Liceo dei Tre Abruzzi, il convitto nazionale Domenico Cotugno e la biblioteca provinciale Salvatore Tommasi. Combatté a lungo per la stabilizzazione dello stesso Real Liceo, che, nel 1876, divenne scuola universitaria.
Cogliendo prima d'altri colleghi il pericolo della marginalizzazione delle aree interne in seguito all'unità d'Italia, auspicò inoltre l'istituzione di una regione Sabina nel futuro ordinamento regionale, sostenendo che:
Dopo la riforma elettorale del 1882 non venne rieletto alla Camera dei deputati e questo lo fece cadere in una forte depressione. Il 25 novembre 1883 fu tuttavia nominato senatore del Regno per la XV legislatura, giurando però solamente il 29 febbraio dell'anno seguente. Morì all'Aquila il 27 settembre di quello stesso anno.
Nel capoluogo abruzzese gli è stata dedicata una traversa di corso Vittorio Emanuele, fiancheggiante palazzo Cipolloni Cannella.